# Lingua caria
La lingua caria era parlata dal popolo dei Cari, che viveva nella regione anatolica della Caria (parte dell'attuale Turchia). Era appunto una lingua anatolica, apparentemente connessa con quella lidia e quella licia. 
Erodoto la cita più volte nelle Storie: ciò testimonia l'importanza che ancora aveva nella Grecia classica e pre-classica. D'altra parte, Erodoto era nato e cresciuto in Caria e suo padre era probabilmente un Care. È inoltre attestata in un certo numero di nomi propri di persona: Sangodo, Kafeno, Truoles, Nastes, Nomione, Mausolo ecc..) e in un corpus di iscrizioni da cui è stato possibile identificare alcune parole di origine caria.
La lingua caria fu pesantemente influenzata dalle vecchie lingue autoctone dell'Anatolia, come quella pre-indoeuropea dei Lelegi, che erano vissuti in Caria (e con i quali i Cari furono a volte confusi). L'ellenizzazione della Caria avrebbe portato alla scomparsa di questa lingua nel I secolo a.C. o agli inizi dell'era cristiana.
La decifrazione dei segni e l'interpretazione della lingua presenta ancora ardui problemi di soluzione. Gli studi specialistici sono seguiti da varie istituzioni internazionali e dalla Turchia in particolare. Tali studi sono seguiti anche dall'Istituto per gli Studi Micenei ed Egeo-Anatolici del CNR.

## Parole carie
- avka 'situazione' (in lidio avka-, 'una situazione')
- cehi 'lui' (in licio se-si, 'lui')
- glous 'ladro, pirata'
- kave 'un prete' (in lidio kave, 'un prete')
- lile 'espiazione', 'propiziazione' (in ittita 'lila', 'espiazione', 'propiziazione')
- mukwar 'una preghiera' (in ittita mugawwar, 'una preghiera')
- ravmi 'liberato' (ittita arawa, 'libero')
- sav- 'glorificare'
- sav, sava 'qualcosa di buono' (in lidio sav-, 'buono')
- tavse 'potente' (in lidio tavs'a, 'potere' <nella PIE *teu, 'potente', 'gonfio')
- ul-, velu- (in ittita walla, 'elogiare' <PIE *wel, 'augurare', 'volontà')
- usselos 'una persona le cui azioni sono di poco conto nell'ambito di un evento o di un'organizzazione' (<PIE *wedh, 'spingere', 'forzare', 'colpire')
- ussos 'lancia' (<PIE *wedh, 'spingere', 'forzare', 'colpire')